# WIMZ-FM-Tower
WIMZ-FM Tower – maszt radiowy w pobliżu Knoxville w amerykańskim stanie Tennessee mierzący 534,01 m wysokości, w 1963 najwyższa konstrukcja na świecie.
Położony jest w hrabstwie Knox blisko House Mountain pomiędzy miejscowościami Blaine a Corryton. Początkowo planowano go postawić na szczycie House Mountain, jednak nie udało się wykupić ziemi w tym miejscu. W związku z tym zdecydowano się na budowę w oddalonym o pół mili niższym miejscu wyżej sięgającej anteny. Transmituje ona fale radiowe i telewizyjne dla lokalnych mediów, najpierw dla WBIR-TV. Pomimo swej wysokości ze względu na okoliczne góry maszt nie mógł dostarczać sygnału telewizyjnego dla mieszkańców Oak Ridge, Lenoir City i Farragut. Wkrótce potem WBIR-TV rozpoczął transmisję z granic Knoxville, a obiekt przejęła radiostacja WIMZ-FM.
W momencie wybudowania w maju/czerwcu lub wrześniu 1963 maszt został najwyższą konstrukcją na świecie, prześcigając WTVM/WRBL-TV & WVRK-FM Tower (533 m) w Cussecie w stanie Georgia. 13 sierpnia 1963 wybudowano, a w grudniu 1963 oddano do użytku kolejny rekordowy obiekt: KVLY/KTHI TV Mast (628,8 m) w pobliżu w Blanchard stanie Dakota Północna. Pozostaje najwyższą konstrukcją w stanie Tennessee.